# Viscosité turbulente
 (novembre 2023).
Si vous disposez d'ouvrages ou d'articles de référence ou si vous connaissez des sites web de qualité traitant du thème abordé ici, merci de compléter l'article en donnant les références utiles à sa vérifiabilité et en les liant à la section « Notes et références ».
L'équation de Navier-Stokes moyennée fait apparaître un terme supplémentaire appelé tenseur de Reynolds. Sa valeur est homogène à une contrainte et l'on peut écrire 
{\displaystyle {\overline {\sigma }}_{ij}^{t}=-\rho {\overline {u'_{i}u'_{j}}}}
Par analogie avec l'équation d'un fluide newtonien, Joseph Boussinesq a proposé en 1877 de relier ce tenseur de Reynolds au champ moyen des vitesses avec la relation suivante :
{\displaystyle {\overline {\sigma }}_{ij}^{t}=-{\dfrac {2}{3}}\rho {\overline {k}}\delta _{ij}+\mu _{t}\left({\dfrac {\partial {\overline {u_{i}}}}{\partial x_{j}}}+{\dfrac {\partial {\overline {u_{j}}}}{\partial x_{i}}}\right)}
dans laquelle :
{\displaystyle {\overline {k}}={\dfrac {\overline {u'_{k}u'_{k}}}{2}}=-{\dfrac {\overline {{\sigma }_{kk}^{t}}}{2\rho }}} est l'énergie cinétique turbulente et :
{\displaystyle \mu _{t}} est la viscosité dynamique turbulente.
On définit aussi la viscosité cinématique turbulente par :
{\displaystyle \nu _{t}={\dfrac {\mu _{t}}{\rho }}}
Cette analogie n'a pas de preuve irréfutable mais trouve quelques explications physiques. Bien que présentant des lacunes, cette modélisation est couramment admise et est très opérationnelle dans les cas simples. À ce stade, il reste toutefois à déterminer la valeur de cette viscosité turbulente (c'est-à-dire aussi de la fermeture du système d'équations de Navier-Stokes moyennées).

## Viscosité turbulente constante
La modélisation la plus simple est de considérer que {\displaystyle \nu _{t}=cte}. Le domaine d'application de cette loi est limité à certains écoulements en canalisation ou à des jets libres lorsqu'on ne s'intéresse pas à des caractéristiques trop locales de l'écoulement. La détermination de la constante s'appuie sur des mesures expérimentales ou par moyennage spatial d'une formule plus sophistiquée. On trouve par exemple la formule :
{\displaystyle \nu _{t}=0,038\nu Re\left({\dfrac {f_{D}}{8}}\right)^{1/2}}
Dans laquelle {\displaystyle \nu } est la viscosité cinématique du fluide, {\displaystyle Re} est le nombre de Reynolds et {\displaystyle f_{D}} est le coefficient de perte de charge de Darcy de l'équation de Darcy-Weisbach.

## Modèle algébrique à 0 équation: longueur de mélange de Prandtl
En modélisation des turbulences, on trouve la modélisation de la viscosité turbulente {\displaystyle \nu _{t}=l_{m}^{2}\left|{\frac {\partial U}{\partial y}}\right|} avec {\displaystyle l_{m}} la longueur de mélange de Prandtl. Cette notion de longueur de mélange vient d'une analogie avec la relation entre la viscosité classique d'un gaz parfait et le libre parcours moyen tel que défini dans la théorie cinétique des gaz. Prise comme telle, cette analogie n'apporte rien, car elle ne fait que déplacer le problème du calcul de la viscosité turbulente à celui du calcul d'une longueur de mélange et du calcul du gradient de vitesse. Pour la longueur de mélange, on trouve des formules explicitant cette valeur pour des cas très spécifiques. Par exemple, pour un écoulement dans une conduite de diamètre {\displaystyle R} et pour des nombres de Reynolds supérieurs à {\displaystyle 10^{5}}, une formule empirique de Nikuradse donne :
{\displaystyle {\dfrac {l_{m}}{R}}=0,14-0,08\left(1-{\dfrac {y}{R}}\right)^{2}-0,06\left(1-{\dfrac {y}{R}}\right)^{4}}
dans laquelle {\displaystyle y} est la distance à la paroi. Cette formule peut aussi s'écrire :
{\displaystyle l_{m}=0,40y-0.44{\dfrac {y^{2}}{R}}+0,24{\dfrac {y^{3}}{R^{2}}}-0,06{\dfrac {y^{4}}{R^{3}}}}
Près de la paroi, on retrouve la formule {\displaystyle l_{m}=\kappa y} avec {\displaystyle \kappa } la constante de von Kármán.